# Señorío pacajes
Los pacajes fueron una cultura precolombina, que habitaron en torno al río Desaguadero y tenían por capital a Caquiaviri, en el territorio actual de Bolivia. En relación con los lupaca se deduce que estaban menos organizados pero que, de algún modo u otro, contribuían a mantener el estado de guerra en que se encontraban los reinos aimaras que poblaron la meseta del Altiplano antes que los incas.

## Historia

### Época preincaica
La historia de la provincia se remonta a tiempos antiguos de la época preincaica. Las primeras personas que habitaron la provincia fueron los aimaras "Paka Jaqis" (que en español significa hombres-águilas). Tiempo después, los conquistadores españoles castellanizarían la palabra a "Pacajes".
Se presume que este antiguo pueblo aimara, apareció por primera vez aproximadamente en el año 1100 después de la caída del Imperio Tiahuanacota. Los "Pacajes" fueron uno de los 12 principales reinos aimaras que existieron en la región durante la era preincaica. Los Pacajes decidieron establecer su capital en Axawiri (actual Caquiaviri).

### Época incaica
Durante la época incaica, "Los Pacajes" se caracterizaron por ser un pueblo guerrero. Inclusive llegaron a enfrentarse en duras batallas contra las tropas del expansivo Imperio Incaico que intentaban someter y conquistar a los diferentes reinos aimaras, con pretensiones de someter bajo el dominio quechua a toda la región del Collasuyo.
En el reinado del Inca Mayta Capac, durante su avance por la región del Collasuyo se encontró con una dura resistencia en las tierras de los pacajes. Lo mismo sucedió durante los reinados de los Incas Yaguar Huaca, Viracocha y Pachacutec. Durante varios años, el pueblo de los pacajes evitaron ser dominados por el Imperio Incaico conteniendo durante décadas a las tropas quechuas, pero que finalmente fueron vencidos durante el reinado del décimo inca Tupac Inca Yupanqui, consolidando de esa manera su poderío sobre el territorio de los pacajes. Aunque esto no sería por mucho tiempo, debido a la llegada de los españoles.

## Época colonial

#### Corregimiento de Pacajes (1574-1782)
Artículo principal: Corregimiento de La Paz
Durante la época colonial, el año 1574, los españoles crearon el "Corregimiento de indios de Pacajes o Berenguela" dependiente del Corregimiento de españoles de La Paz. Estuvo con este nombre por más de 200 años hasta 1782.

### Agricultura
Producía papa, cañahua, cebada, trigo y quinua.

##### Ganadería
También se cría diferentes clases de animales ya sea para consumo humano o para su comercialización, entre ellos ovejas, llamas, alpacas, venados, etc.

###### Minería
Existe también el rubro de la minería. Se explotan los diferentes recursos mineros, entre ellos el oro, cobre, diamante, piedra caliza y yeso (estuco).